# 包帯フェティシズム
包帯フェティシズム（ほうたいフェティシズム）とは、フェティシズムの一種。他者、または自分自身を包帯でぐるぐる巻きにして身体の自由を奪うことに執着する。SMプレイでは医療系プレイに分類される。欧米ではマミフィケーションまたはMedical Bondageと呼ばれる。

## 概要

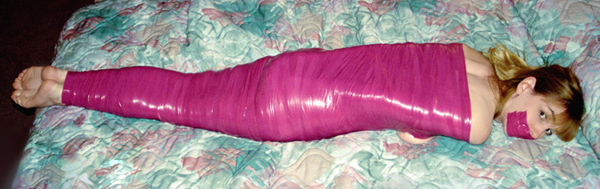
包帯の代わりにPVCテープでミイラのようにされた女性の例

包帯により手足を縛られることで、その部位を動かしづらくなる。しかし包帯にはある程度の伸縮性があり身体に密着した拘束感が味わえる。また、包帯は怪我をした人に対する手当の記号であり、包帯を巻かれた人はすなわち怪我をして弱っている、もしくは無力な患者という社会的な役割が与えられる。そうしたステータスも含めて包帯による拘束に対して著しい性的興奮を覚える。
欧米でいうMummificationはMummyすなわちミイラのことであり、エジプトのミイラのように全身をくまなく包帯で覆い身動き出来なくするものである。日本でも一部でこのラップなどによる拘束プレイが行われている。また包帯ではなくラップやPVCテープなどの素材を使用することで同様の拘束感を楽しむことが出来るとされる。ただし素肌に直接これらの素材を貼り付けると引き剥がす時に激痛を感じる場合もあるので、注意が必要である。
ベッドや診察台への拘束に包帯を用いたり、手足や頭部だけを包帯で巻くなどした姿を好む性的嗜好もこの中に含まれる。全身を覆う感触はラバーフェティシズムや全身タイツフェティシズムに通じる所があるが、通気性の高く、解放されづらい包帯を用いることで長時間の拘束が可能という特徴がある。全身を包まれた場合の拘束感は高く、圧迫系プレイの究極であるバキュームベッド（2枚のゴムシートに挟まれ中の空気を抜かれるもの）に並ぶとされる。

## 各カルチャーにおける包帯
萌え属性としては1995年から始まったアニメ『新世紀エヴァンゲリオン』の登場人物『綾波レイ』が代表的な存在として有名。彼女の初登場シーン、戦闘で疲労し包帯を巻いた脆弱な姿でありながら、それとは裏腹に弱音を吐かない戦闘への実直な態度、その弱さと強さのギャップからくる健気さなどが一部の視聴者の憐憫を強く誘い、有名となった。以後、綾波レイと「包帯萌え」は切っても切り離せない存在となる。
包帯と眼帯はセットで描かれる事が多い。また、病院を舞台にした作品には必ずといっていいほど登場する。
同時期90年代後半から始まりの兆しの見えたゴシック・アンド・ロリータ・ファッションともよく繋げられる。